# Austin Wilmot
Austin Jack Wilmot (15 marzo 1998) è un pallavolista statunitense, nel ruolo di centrale.

## Carriera

### Club
La carriera di Austin Wilmot inizia nei tornei scolastici della California a cui partecipa con la Crespi Carmelite HS. Dopo il diploma entra a far parte della formazione universitaria della UC Irvine, partecipando alla NCAA Division I dal 2017 al 2019, saltando però la prima annata; si trasferisce poi alla Pepperdine, dove milita dal 2020 (prima della cancellazione del torneo) al 2022, venendo inserito nella seconda squadra All-America durante il suo penultimo anno.
Nella stagione 2022-23 inizia la sua carriera da professionista in Brasile, ingaggiato dal club di Superliga Série A del Minas, dove milita per un biennio.

### Nazionale
Nel 2021 debutta in nazionale in occasione del campionato nordamericano, mentre un anno dopo vince la medaglia di bronzo alla NORCECA Final Six.

## Palmarès

### Nazionale (competizioni minori)
- NORCECA Final Six 2022

### Premi individuali
- 2021 - All-America Second Team